# Shaina Taub
Shaina Taub (Waitsfield, 1986) è una compositrice, paroliera, librettista, attrice e cantante statunitense.

## Biografia
Dopo gli studi alla New York University Tisch School of the Arts, Shaina Taub ha esordito nell'Off-Broadway nel 2013 recitando in Natasha, Pierre & The Great Comet of 1812, che le è valso una candidatura al Lucille Lortel Award alla miglior attrice non protagonista in un musical; negli anni seguenti è apparsa più volte sulle scene dell'Off-Broadway, nei musical Hadestown (2016) e Old Hats (2017). Nel 2018 ha scritto musiche e testi di un adattamento musicale de La dodicesima notte, portato al debutto al Delacorte Theater di Central Park e poi riproposto al Young Vic di Londra. Nel 2019 ha scritto il numero di apertura della cerimonia di premiazione dei Tony Award e la canzone le è valsa una candidatura al Premio Emmy.
Nel 2022 ha collaborato in veste di paroliera con Elton John a un adattamento teatrale e musicale de Il diavolo veste Prada, portato al debutto a Chicago e poi riproposto a Londra nel 2024; sempre nel 2022 ha scritto il libretto, le musiche e i testi del musical Suffs. Il musical, riproposto a Broadway nel 2024, è valso a Taub due Tony Award: quello al miglior libretto e quello alla migliore colonna sonora originale di un musical. Per l'incisione discografica dello show è stata candidata al Grammy Award al miglior album di un musical teatrale nel 2025.